# Enrique Chazarreta
Enrique Chazarreta (29. července 1947, Coronel Du Graty – 24. března 2021) byl argentinský fotbalista, záložník.

## Klubová kariéra
Hrál za argentinské kluby Argentinos Juniors a CA San Lorenzo de Almagro, se kterým získal třikrát argentinský ligový titul. Dále hrál ve Francii za Olympique Avignon a Olympique Alès. Kariéru končil v argentinských nižších soutěžích v klubech Club de Gimnasia y Esgrima La Plata a CD Morón. V Poháru osvoboditelů nastoupil v 8 utkáních.

## Reprezentační kariéra
Za reprezentaci Argentiny nastoupil v letech 1973-1974 v 11 utkáních, byl členem argentinské reprezentace na Mistrovství světa ve fotbale 1974, kde nastoupil v utkání s Itálií.